# Tower of London (gebouw)
De Tower of London, meestal kortweg de Tower genoemd, is een gebouwencomplex in Londen, gelegen aan de rivier de Theems. In de loop van de eeuwen heeft het dienst gedaan als fort, koninklijk paleis, staatsgevangenis, munt, garnizoen, museum en arsenaal. De nabijgelegen Tower Bridge dankt zijn naam aan dit complex, dat sinds 1988 op de Werelderfgoedlijst van UNESCO staat.
De Tower of London wordt bestuurd door de Constable of the Tower. Dit is meestal een hogere militair. Zijn taak bestaat uit het besturen van de gebouwen, medewerkers en grond van de Tower of London. Tevens beheert hij de Kroon en andere koninklijke voorwerpen tijdens staatsgelegenheden. Hij wordt benoemd voor een periode van vijf jaar. Het beheer en onderhoud wordt uitgevoerd door de stichting Historic Royal Palaces.

## Geschiedenis

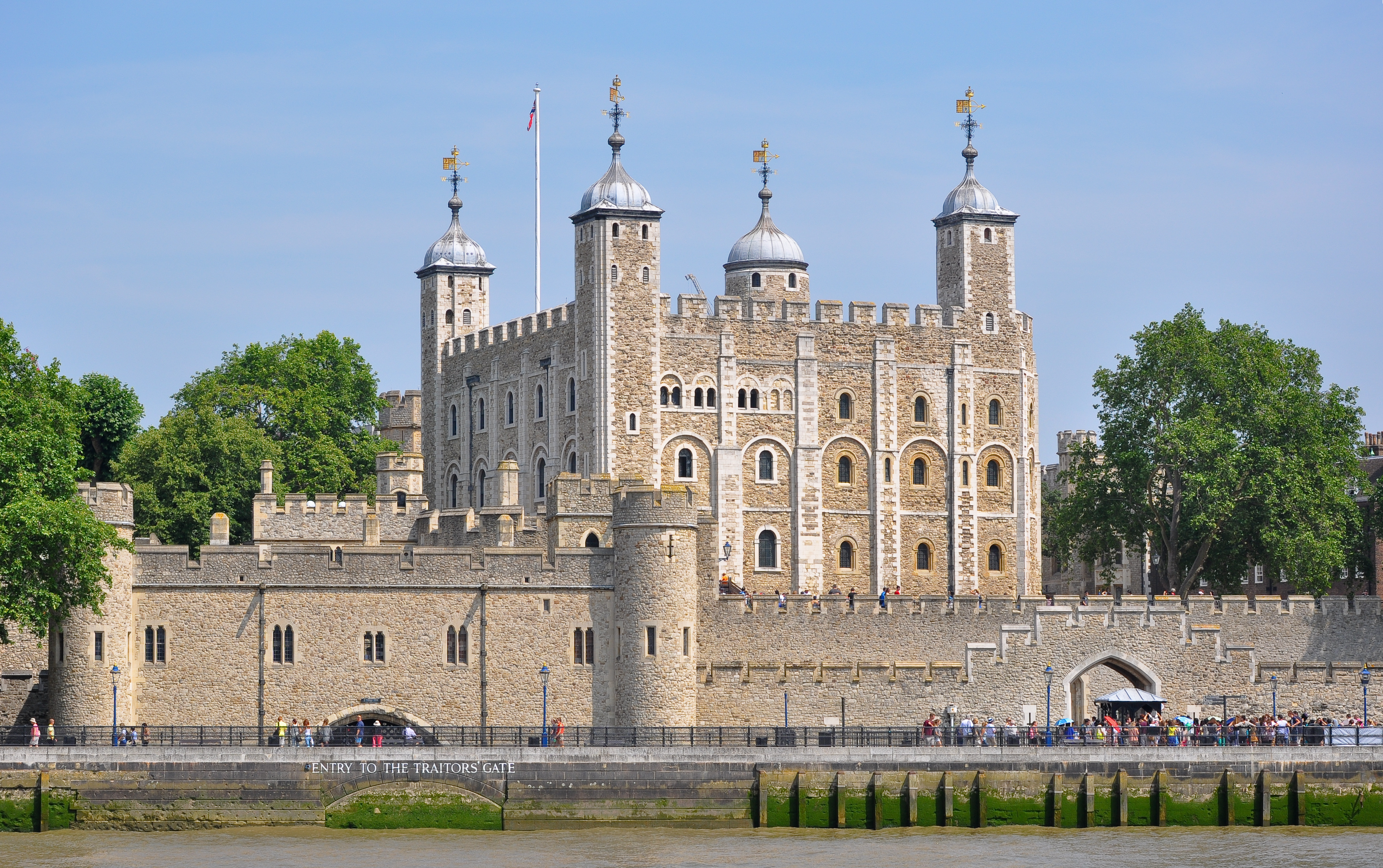
White Tower

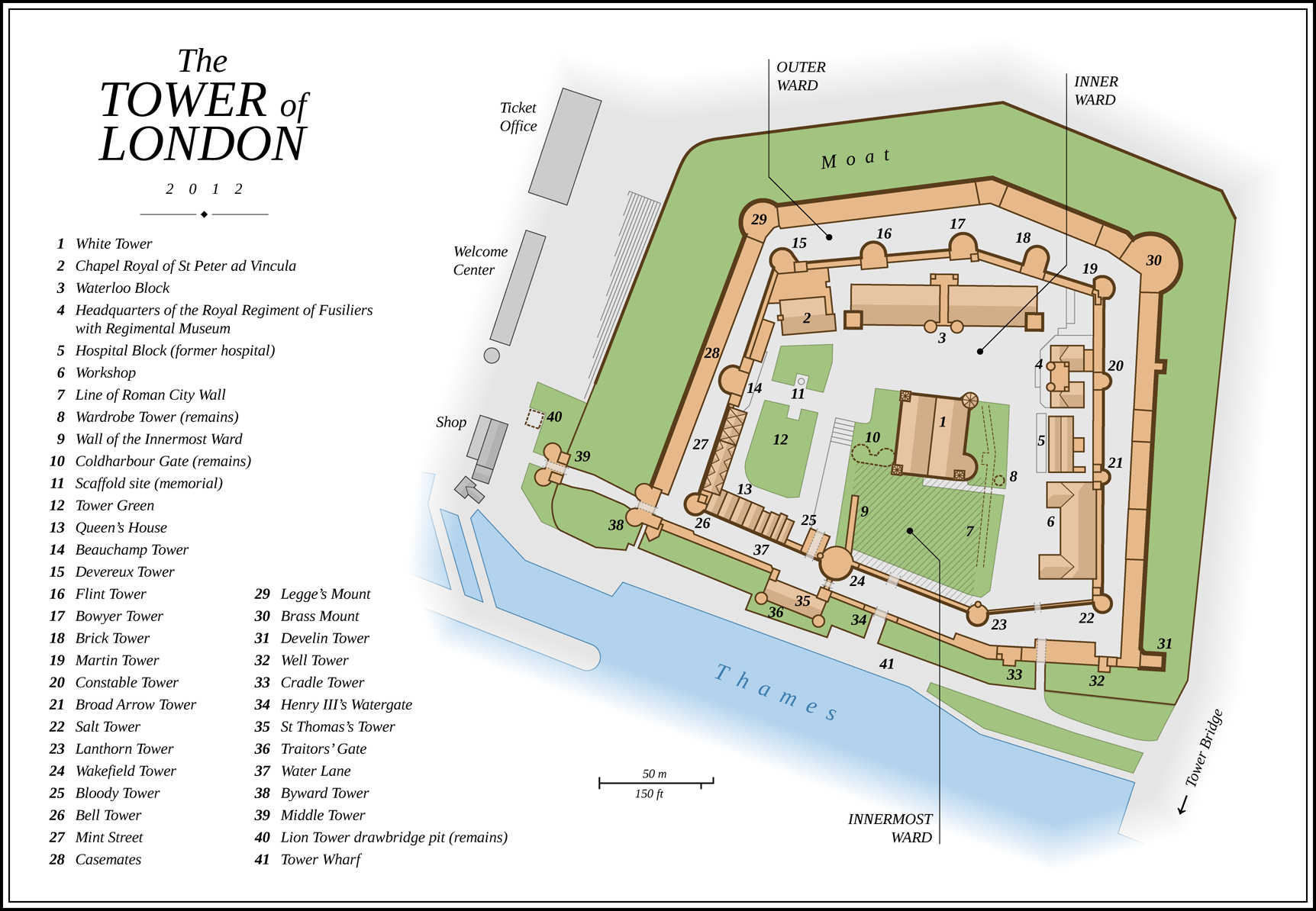
Plattegrond van de Tower of London

In 1078 gaf Willem de Veroveraar als koning Willem I opdracht voor de bouw van de White Tower, een vierkant fort dat moest dienen ter bescherming van de Normandische veroveraars tegen aanvallen van binnen en buiten. Eerdere forten op die plaats waren voornamelijk van hout geweest, maar hij beval om zijn Tower van steen te laten maken. De White Tower dankt zijn naam aan de witte stenen, een soort kalk, die erin zijn aangebracht en aan de torens op de hoeken. Koning Richard Leeuwenhart liet de slotgracht graven, gevuld met water uit de Theems. Later werden om het fort heen extra verdedigingsmuren gebouwd en er ontstond een uitgebreid gebouwencomplex, dat eenvoudig Tower genoemd werd. Het oorspronkelijke fort stond (en staat) nu feitelijk midden in een groter kasteel.
In de 13e eeuw werd een koninklijke menagerie geopend, mogelijk al in 1204 ten tijde van koning John, en waarschijnlijk voorzien van dieren uit een eerdere menagerie uit 1125 van koning Hendrik I van Engeland uit zijn paleis in Woodstock bij Oxford. De oorsprong ervan wordt vaak gedateerd in 1235, toen Hendrik III van Engeland een huwelijkscadeau ontving, bestaande uit drie luipaarden (waarschijnlijk waren het leeuwen) van keizer Frederik II van het Heilige Roomse Rijk. In 1264 werd de menagerie verplaatst naar het bolwerk (the Bulwark), dat dan ook toepasselijk de naam Lion Tower verkreeg.
De Tower diende voor het laatst als paleis in de tijd van Jacobus I (1566-1625). Het is in de geschiedenis vooral bekend geworden als gevangenis voor met name gevangenen uit de hogere kringen. Zo zat koningin Elizabeth I een tijdlang gevangen in de Tower tijdens het bewind van haar zuster Maria Tudor. Een van de laatste gevangenen die vastzat in de Tower was Rudolf Hess tijdens de Tweede Wereldoorlog. De tweeling Ronald en Reginald Kray zat er in 1952 een paar dagen vast wegens dienstweigering.
Tijdens de regering van Elizabeth I werd de menagerie opengesteld voor publiek.  
In  1840 schreef William Harrison Ainsworth een historische roman met de naam The Tower of London, A Historical Romance, met name over de laatste dagen van Jane Grey die zij daar in 1554 doorbracht. Ainsworth vervlocht hierin tal van beschrijvingen van alle delen van de Tower en tal van andere historische anekdotes, die met het gebouwencomplex in verband stonden.  Doordat dit boek door veel mensen uit de betere kringen gelezen werd, steeg de belangstelling voor de bezichtiging van de Tower zelf abrupt. Zo zeer, dat in 1841 een officiële toeristengids voor de Tower werd gedrukt: tot dan toe een zeldzaam verschijnsel. 
De Tower is een toeristische attractie, onder meer vanwege de tentoongestelde kroonjuwelen en de verzameling harnassen en wapentuig.

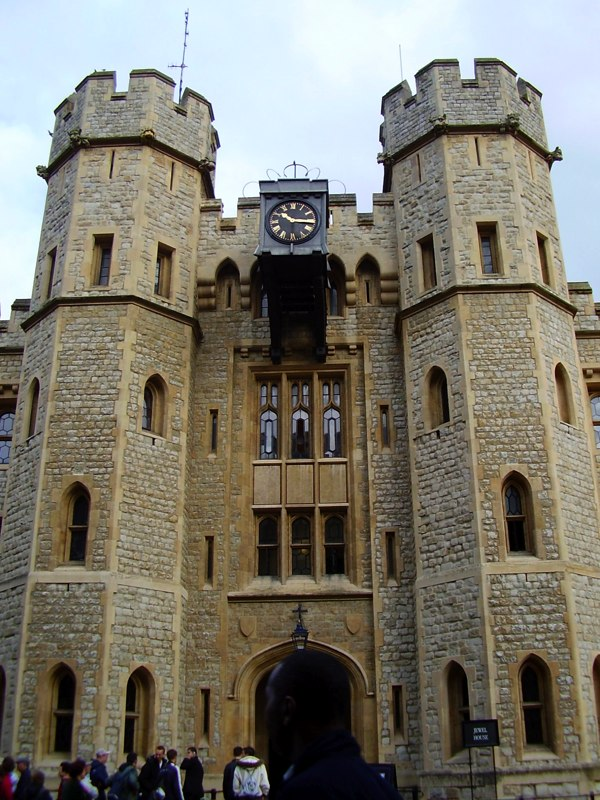
Poort

## Executieplaats
Bekender (of beruchter) was de Tower als executieplaats van tal van hooggeplaatste personen. Misdadigers uit de lagere klassen werden meestal opgehangen op openbare executieplaatsen buiten de Tower, en enkele vermaarde veroordeelden, zoals Thomas More, werden in het openbaar terechtgesteld op Tower Hill. Edelen (vooral vrouwen) werden soms op een open ruimte binnen het complex (Tower Green) onthoofd en vervolgens begraven in de koninklijke kapel St Peter ad Vincula (Latijn voor: Petrus in ketenen).
Personen die werden onthoofd in de Tower:
1. William Hastings (1483)
2. Mark Smeaton (1536)
3. Anna Boleyn, tweede vrouw van Hendrik VIII (1536)
4. Thomas Cromwell, in ongenade gevallen vertrouweling van Hendrik VIII (1540)
5. Margaret Pole, gravin van Salisbury (1541)
6. Catharina Howard, vijfde vrouw van Hendrik VIII (1542)
7. Jane Parker, Lady Rochford (1542)
8. Jane Grey, was van 10 tot 19 juli 1553 koningin (1554)
9. Robert Devereux, graaf van Essex (1601)

George van Clarence, broer van Eduard IV van Engeland, werd voor verraad gedood in februari 1478, maar niet door onthoofding (en waarschijnlijk ook niet door verdrinking in een vat wijn, zoals Shakespeare schreef in zijn toneelstuk Richard III). Twee zoons van Eduard IV, Eduard V van Engeland en Richard van Shrewsbury, zijn mogelijk ook in de Tower omgekomen nadat hun oom Richard III koning werd, maar wat hen werkelijk is overkomen is tot op de dag van vandaag een mysterie.

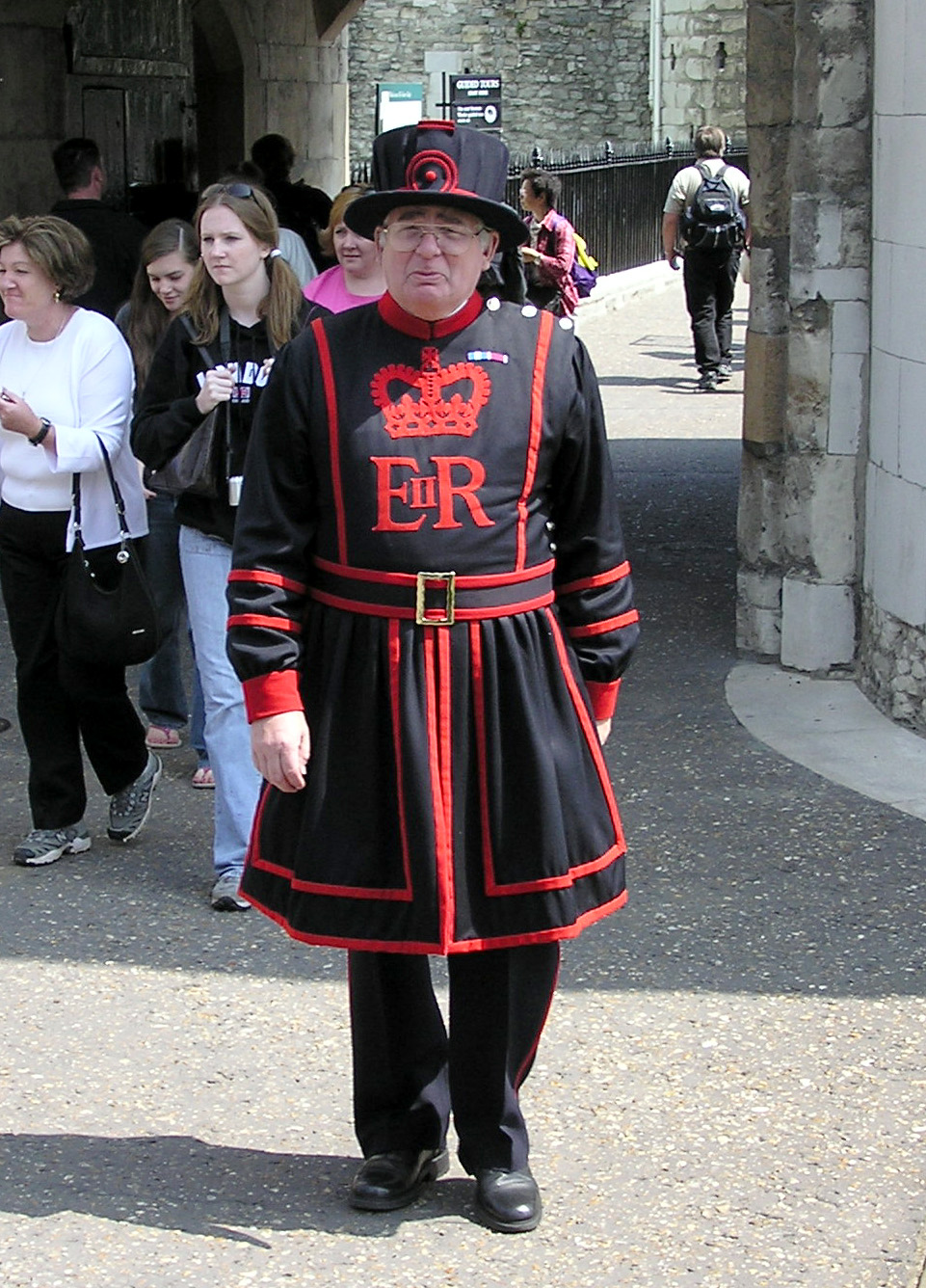
Een Yeoman Warder

## De Yeomen Warders of Beefeaters
De Yeomen Warders (enkelvoud: Yeoman Warder) zijn sinds 1485 de bewakers van de Tower of Londen. Ze zijn bekender als de Beefeaters. Ooit bewaakten ze de Tower en de bijbehorende gevangenis, anno 2020 staan ze in voor gidsbeurten aan de vele toeristen die dagelijks de Tower komen bezoeken.

## Raven van de Tower
Zolang de raven in de Tower blijven, is Engeland gevrijwaard van invallen van buitenaf. Karel II van Engeland zou gewaarschuwd zijn dat het koninkrijk ten val zou komen als de raven de Tower zouden verlaten en zou daarom opdracht hebben gegeven steeds een populatie raven binnen de muren te houden. In werkelijkheid is de aanwezigheid van raven niet verder traceerbaar dan het einde van de 19e eeuw. De legende rond Karel II is vermoedelijk verzonnen tijdens de Tweede Wereldoorlog. 
Om de legende levend te houden, worden er raven op het terrein gehouden. Dit kan door één vleugel gedeeltelijk te knippen, waardoor de raven minder stabiel vliegen en zich nooit ver buiten de Tower wagen. Sinds 1950 is er een "ravenmeester" aanwezig om de vogels te voeren en verzorgen. Deze wordt geselecteerd uit de yeoman warders en is evenals zij in dienst van het leger.
Er zijn negen raven in de Tower, allemaal herkenbaar aan een eigen kleur ring:
- Bran (m, zilver, 2008)
- Porsha (v, blauw, 2008)
- Erin (v, wit, 2006)
- Merlina (v, roze, 2005-2020/2021)
- Munlin (v, lichtgroen, 1995)
- Hugine (v, rood, 2008)
- Rocky (m, geel, 2010)
- Gripp (m, donkergroen, 2012)
- Jubilee (m, goud, 2012)

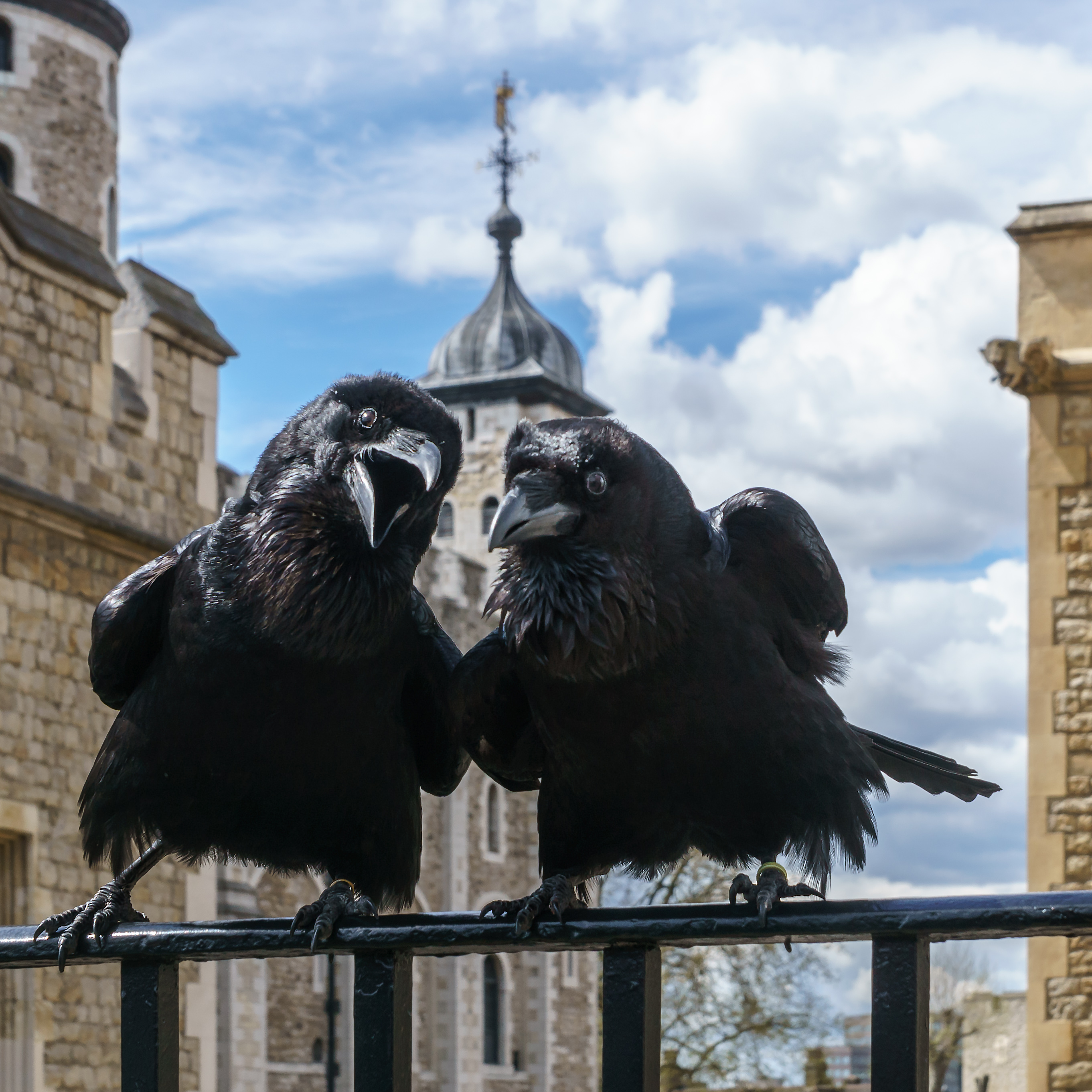
Jubilee en Munlin

Ze zijn allemaal officieel ingeschreven bij de Royal Army. Hugine en Erin zijn zusjes. De oudste raaf ooit werd 44 jaar. De raaf Merlina wordt vermist sinds eind 2020/begin 2021, vermoed wordt dat zij niet meer leeft. Er zijn nog geen plannen om een vervanger te zoeken.

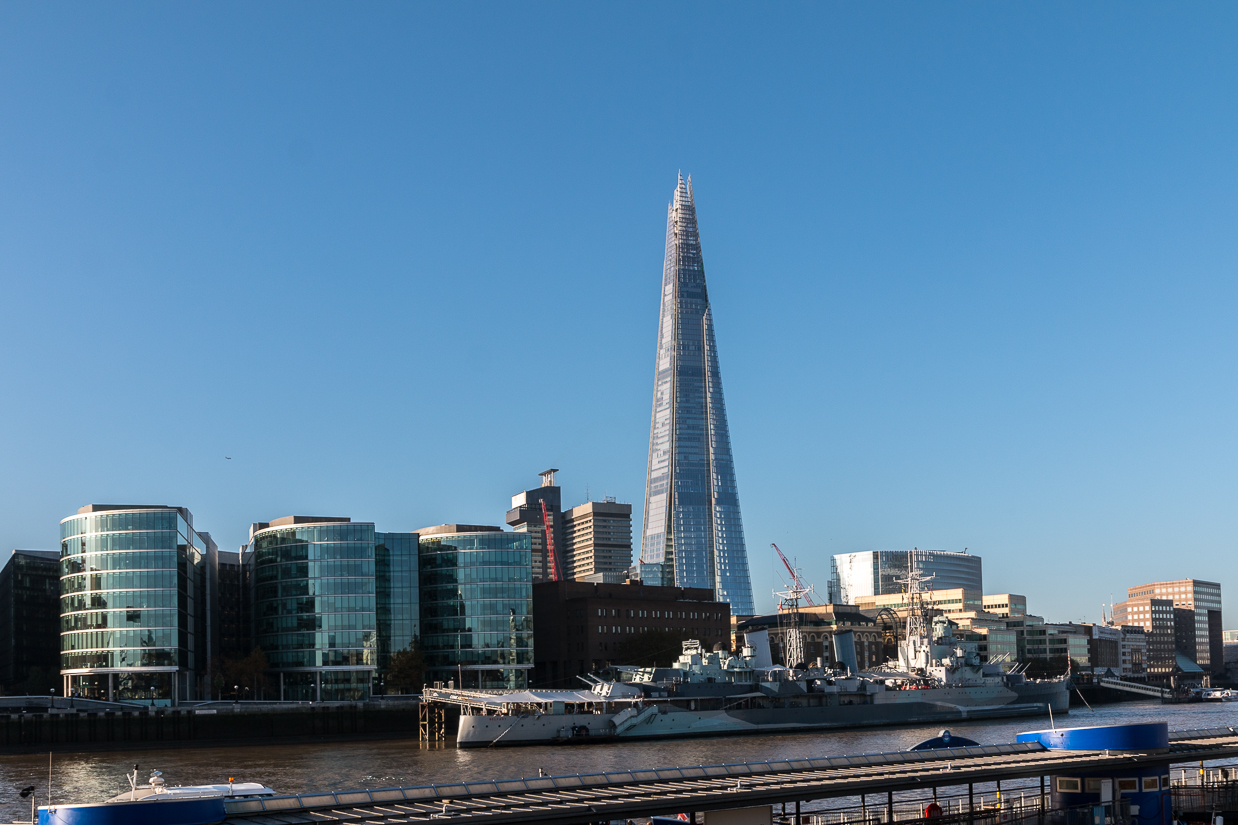
Zicht vanuit de Tower of Londen op de Theems. Aan de andere oever ligt het museumschip HMS Belfast en aan de overkant staat de Shard.

## Historische plaatsen naast de Tower of London
- St Katharine Docks
- Tower Bridge
- HMS Belfast